# Tug Hulett
Pour les articles homonymes, voir Hulett (homonymie).
Timothy Craig « Tug » Hulett (né le 27 novembre 1977 à Springfield, Illinois, États-Unis) est un joueur de deuxième but au baseball qui évolue en Ligue majeure en 2008 et 2009.

## Carrière
Tug Hulett est drafté le 7 juin 2004 par les Rangers du Texas. Encore joueur de Ligues mineures, il est échangé aux Mariners de Seattle le 12 décembre 2007 contre Ben Broussard. 
Il débute en Ligue majeure le 12 juillet 2008 puis passe chez les Royals de Kansas City le 19 février 2009. Il dispute 30 parties pour Seattle et 15 pour les Royals. En 45 matchs au total dans le baseball majeur, il compte 13 coups sûrs dont un coup de circuit, 3 points produits et sa moyenne au bâton s'élève à ,194.
Il joue ensuite en ligues mineures de 2010 à 2012 avec des clubs affiliés aux Red Sox de Boston, aux Mariners, aux Nationals de Washington et aux Phillies de Philadelphie.